# Ignazio Moser
Ignazio Moser (Trento, 14 de julho de 1992) é um desportista italiano que competiu no ciclismo na modalidade de pista, ganhador uma medalha de bronze no Campeonato Europeu de Ciclismo em Pista de 2012, na prova de perseguição por equipas.
No outono de 2017 Moser participou à segunda edição do Grande Fratello VIP, o Big Brother VIP de Canale 5 em Itália.

## Medalheiro internacional
| Campeonato Europeu | Campeonato Europeu    | Campeonato Europeu | Campeonato Europeu      |
| Ano                | Lugar                 | Medalha            | Competição              |
| ------------------ | --------------------- | ------------------ | ----------------------- |
| 2012               | Panevėžys ( Lituânia) | Medalha de bronze  | Perseguição por equipas |